# Markaziystadion
Het Markaziystadion is een multifunctioneel stadion in Namangan, een stad in Oezbekistan. Het stadion wordt ook wel Tsentral'nyj Stadion genoemd.
Het stadion werd geopend in 1956 en is daarna een aantal keer gerenoveerd. Dat gebeurde in 1975 , 1989 , 2009 en 2013. Bij die laatste renovaties werd de capaciteit teruggebracht van rond de 45.000 naar 22.000 toeschouwers. 
De voetbalclub Navbahor Namangan maakt gebruik van dit stadion. Het Oezbeeks voetbalelftal maakt ook gebruik van dit stadion voor internationale wedstrijden.